# آئرتسن
آئرتسن (به آلمانی: Aerzen) یک منطقهٔ مسکونی در آلمان است که در هاملین-پیرمونت واقع شده‌است. آئرتسن ۱۱٬۷۰۳ نفر جمعیت دارد.